# Juventus Football Club 1980-1981
Questa voce raccoglie le informazioni riguardanti la Juventus Football Club nelle competizioni ufficiali della stagione 1980-1981.

## Stagione
(Adalberto Bortolotti,  27 maggio 1981)

Da destra: nel ritiro precampionato di Villar Perosa, il numero nove Bettega s'intrattiene con il neoacquisto Brady; si riconoscono anche Cabrini e il numero quattro Prandelli.

L'estate 1980 segnò la cosiddetta riapertura delle frontiere, cioè la possibilità per i club italiani, dopo quattordici anni, di potere nuovamente tesserare dei calciatori stranieri – uno per squadra –: la Juventus puntò sull'irlandese Brady, designato a nuovo numero dieci bianconero. Il resto del mercato della Signora si limitò a operazioni di secondo piano, con il prestito a Cagliari di un Virdis non integratosi nella realtà torinese, l'acquisto del mestierante Osti e la fiducia a prodotti del vivaio quali Galderisi e Storgato.
In campionato la squadra pagò un iniziale ritardo dalla Roma complice un avvio in sordina, segnato dalle battute d'arresto contro il Bologna e nella convulsa stracittadina contro il Torino. Cresciuti alla lunga distanza, i bianconeri si ritrovarono al primo posto sul finire dell'aprile 1981. Lo scontro diretto con i capitolini del 10 maggio, a tre giornate dal termine, si concluse con uno 0-0 (rimanendo comunque famoso per un fuorigioco fischiato al romanista Turone) che cristallizzò le posizioni; le successive vittorie negli ultimi due turni, nell'altro scontro diretto col Napoli e infine con la Fiorentina, riportarono quindi lo Scudetto a Torino dopo un triennio, per la 19ª volta nella storia.
In Coppa Italia i bianconeri, dopo avere superato la fase a gironi estiva, in primavera eliminarono l'Avellino nei quarti di finale, prima di essere estromessi in semifinale dalla Roma futura vincitrice dell'edizione. Più breve il cammino in Coppa UEFA dove la Juventus ebbe il tempo di superare al primo turno i greci del Panathīnaïkos, per poi arrendersi nei sedicesimi di finale ai polacchi del Widzew Łódź. Infine la partecipazione al Torneo di Capodanno, competizione una tantum atta a riempire la pausa di calendario dettata dal contemporaneo svolgimento del Mundialito, vide le seconde linee piemontesi sconfitte in finale dall'Ascoli.

## Divise
Il fornitore tecnico per la stagione 1980-1981 fu Kappa.
| Casa | Trasferta | 1ª portiere | 2ª portiere |

## Rosa
| N. |                    | Ruolo | Calciatore       |
| -- | ------------------ | ----- | ---------------- |
|    | Italia (bandiera)  | P     | Dino Zoff        |
|    | Italia (bandiera)  | P     | Luciano Bodini   |
|    | Italia (bandiera)  | D     | Gaetano Scirea   |
|    | Italia (bandiera)  | D     | Antonio Cabrini  |
|    | Italia (bandiera)  | D     | Claudio Gentile  |
|    | Italia (bandiera)  | D     | Carlo Osti       |
|    | Italia (bandiera)  | D     | Sergio Brio      |
|    | Italia (bandiera)  | D     | Massimo Storgato |
|    | Irlanda (bandiera) | C     | Liam Brady       |
|    | Italia (bandiera)  | C     | Pietro Fanna     |

| N. |                   | Ruolo | Calciatore                 |
| -- | ----------------- | ----- | -------------------------- |
|    | Italia (bandiera) | C     | Antonello Cuccureddu       |
|    | Italia (bandiera) | C     | Franco Causio              |
|    | Italia (bandiera) | C     | Giuseppe Furino (capitano) |
|    | Italia (bandiera) | C     | Domenico Marocchino        |
|    | Italia (bandiera) | C     | Cesare Prandelli           |
|    | Italia (bandiera) | C     | Marco Tardelli             |
|    | Italia (bandiera) | C     | Vinicio Verza              |
|    | Italia (bandiera) | A     | Roberto Bettega            |
|    | Italia (bandiera) | A     | Giuseppe Galderisi         |

## Risultati

### Serie A

#### Girone di andata
| Arbitro: | Pieri (Genova) |

|              |           |              |
| Selvaggi 19’ | Marcatori | 40’ Tardelli |

| Arbitro: | Patrussi (Arezzo) |

|                                        |           |  |
| Lombardi 20’ (aut.) Cabrini 35’ (rig.) | Marcatori |  |

| Arbitro: | Barbaresco (Cormons) |

|           |           |                    |
| Penzo 11’ | Marcatori | 24’ (rig.) Cabrini |

| Arbitro: | Mattei (Macerata) |

|  |           |                  |
|  | Marcatori | 83’ (rig.) Paris |

| Ascoli Piceno 19 ottobre 1980, ore 14:30 CET 5ª giornata | Ascoli           | 0 – 0 referto | Juventus | Stadio Cino e Lillo Del Duca\| Arbitro: \| D'Elia (Salerno) \| |
| Arbitro:                                                 | D'Elia (Salerno) |               |          |                                                                |

| Arbitro: | Agnolin (Bassano del Grappa) |

|            |           |                   |
| Causio 18’ | Marcatori | 60’, 76’ Graziani |

| Perugia 9 novembre 1980, ore 14:30 CET 7ª giornata | Perugia        | 0 – 0 referto | Juventus | Stadio Renato Curi\| Arbitro: \| Pieri (Genova) \| |
| Arbitro:                                           | Pieri (Genova) |               |          |                                                    |

| Arbitro: | Michelotti (Parma) |

|                             |           |          |
| Brady 50’ (rig.) Scirea 69’ | Marcatori | 79’ Ambu |

| Catanzaro 30 novembre 1980, ore 14:30 CET 9ª giornata | Catanzaro       | 0 – 0 referto | Juventus | Stadio Comunale\| Arbitro: \| Lattanzi (Roma) \| |
| Arbitro:                                              | Lattanzi (Roma) |               |          |                                                  |

| Arbitro: | Terpin (Trieste) |

|                                              |           |              |
| Fanna 18’, 33’ Scirea 41’ Bettega 80’ (rig.) | Marcatori | 50’ Chimenti |

| Arbitro: | Ballerini (La Spezia) |

|                                                        |           |  |
| Brady 11’ Causio 45’ Bettega 56’ (rig.) Marocchino 83’ | Marcatori |  |

| Arbitro: | Menegali (Roma) |

|          |           |           |
| Piga 85’ | Marcatori | 31’ Fanna |

| Roma 18 gennaio 1981, ore 14:30 CET 13ª giornata | Roma                 | 0 – 0 referto | Juventus | Stadio Olimpico\| Arbitro: \| Barbaresco (Cormons) \| |
| Arbitro:                                         | Barbaresco (Cormons) |               |          |                                                       |

| Arbitro: | Casarin (Milano) |

|              |           |               |
| Tardelli 58’ | Marcatori | 2’ Pellegrini |

| Arbitro: | Michelotti (Parma) |

|  |           |              |
|  | Marcatori | 59’ Tardelli |

#### Girone di ritorno
| Arbitro: | Bergamo (Livorno) |

|            |           |            |
| Scirea 77’ | Marcatori | 42’ Virdis |

| Arbitro: | Redini (Pisa) |

|                      |           |                          |
| Nicoletti 69’ (rig.) | Marcatori | 32’ Bettega 36’ Tardelli |

| Arbitro: | Prati (Parma) |

|                            |           |  |
| Tardelli 7’ Marocchino 45’ | Marcatori |  |

| Arbitro: | Barbaresco (Cormons) |

|                    |           |                                                  |
| Fiorini 88’ (rig.) | Marcatori | 15’ Bettega 24’, 42’ Brady 59’ Cabrini 70’ Fanna |

| Arbitro: | Vitali (Bologna) |

|                                  |           |  |
| Bettega 7’ Fanna 34’ Cabrini 83’ | Marcatori |  |

| Arbitro: | Pieri (Genova) |

|  |           |                       |
|  | Marcatori | 43’ Brady 87’ Cabrini |

| Arbitro: | Terpin (Trieste) |

|                                 |           |             |
| Brady 85’ (rig.) Marocchino 89’ | Marcatori | 81’ De Rosa |

| Arbitro: | Barbaresco (Cormons) |

|            |           |  |
| Muraro 61’ | Marcatori |  |

| Arbitro: | Mattei (Macerata) |

|                                     |           |  |
| Marocchino 15’ Brady 82’ Scirea 90’ | Marcatori |  |

| Arbitro: | Casarin (Milano) |

|              |           |                                       |
| Chimenti 83’ | Marcatori | 14’ Cuccureddu 71’ Brady 81’ Tardelli |

| Arbitro: | Redini (Pisa) |

|  |           |                             |
|  | Marcatori | 34’ Marocchino 43’ Tardelli |

| Arbitro: | Mattei (Macerata) |

|             |           |  |
| Cabrini 81’ | Marcatori |  |

| Torino 10 maggio 1981, ore 16:00 CEST 28ª giornata | Juventus          | 0 – 0 referto | Roma | Stadio Comunale\| Arbitro: \| Bergamo (Livorno) \| |
| Arbitro:                                           | Bergamo (Livorno) |               |      |                                                    |

| Arbitro: | Michelotti (Parma) |

|  |           |                     |
|  | Marcatori | 64’ (aut.) Guidetti |

| Arbitro: | Barbaresco (Cormons) |

|             |           |  |
| Cabrini 26’ | Marcatori |  |

### Coppa Italia

#### Fase a gironi
| Arbitro: | Longhi (Roma) |

|                         |           |                  |
| Tesser 52’ Pradella 59’ | Marcatori | 75’, 78’ Bettega |

| Arbitro: | Tonolini (Milano) |

|                |           |  |
| Fanna 40’, 64’ | Marcatori |  |

| Arbitro: | D'Elia (Salerno) |

|  |           |             |
|  | Marcatori | 88’ Cabrini |

| Arbitro: | Terpin (Trieste) |

|                                            |           |           |
| Cabrini 52’ (rig.) Fanna 64’ Prandelli 82’ | Marcatori | 65’ Russo |

#### Fase finale
| Arbitro: | Casarin (Milano) |

|                 |           |                                  |
| Zoff 28’ (aut.) | Marcatori | 52’ Verza 75’ Causio 85’ Bettega |

| Arbitro: | Lanese (Messina) |

|                                                    |           |                         |
| Verza 19’ Repetto 65’ (aut.) Giovannone 78’ (aut.) | Marcatori | 23’ Repetto 58’ Vignola |

| Arbitro: | D'Elia (Salerno) |

|  |           |               |
|  | Marcatori | 54’ Ancelotti |

| Arbitro: | Redini (Pisa) |

|                          |           |             |
| Di Bartolomei 74’ (rig.) | Marcatori | 58’ Cabrini |

### Coppa UEFA
| Arbitro: | Eschweiler |

|                                                    |           |  |
| Scirea 5’ Verza 19’ Bettega 38’ Cabrini 42’ (rig.) | Marcatori |  |

| Arbitro: | Corver |

|                                                               |           |                       |
| Gentile 31’ (aut.) Andreuchi 36’ Livathīnos 69’ Delīkarīs 87’ | Marcatori | 39’ Bettega 79’ Fanna |

| Arbitro: | Brummeier |

|                                    |           |             |
| Grębosz 30’ Pięta 69’ Smolarek 78’ | Marcatori | 43’ Bettega |

| Arbitro: | Tokat |

|                                   |                      |                                   |
| Tardelli 37’ Furino 46’ Brady 60’ | Marcatori            | 58’ Pięta                         |
| Causio Cabrini Brady              | Tiri di rigore 1 – 4 | Tłokiński Grębosz Smolarek Boniek |

### Torneo di Capodanno

#### Fase a gironi
| Arbitro: | Falzier (Treviso) |

|                |           |                                                  |
| Cavagnetto 26’ | Marcatori | 68’ Marocchino 71’ (aut.) Fontolan 86’ Galderisi |

| Arbitro: | Magni (Bergamo) |

|                       |           |                          |
| Mirnegg 6’ Zanone 73’ | Marcatori | 46’ Brady 78’ Marocchino |

#### Fase a eliminazione diretta
| Arbitro: | Lattanzi (Roma) |

|                                      |                      |                                         |
| Fabbri Pileggi Colomba Fiorini Paris | Tiri di rigore 3 – 4 | Brady Prandelli Gentile Cabrini Bettega |

| Arbitro: | Tonolini (Milano) |

|                                  |           |              |
| Trevisanello 50’ Moro 82’ (rig.) | Marcatori | 70’ Tardelli |

## Statistiche

### Statistiche dei giocatori
| Giocatore     | Serie A  | Serie A | Serie A     | Serie A    | Coppa Italia | Coppa Italia | Coppa Italia | Coppa Italia | Coppa UEFA | Coppa UEFA | Coppa UEFA  | Coppa UEFA | Totale   | Totale | Totale      | Totale     |
| Giocatore     | Presenze | Reti    | Ammonizioni | Espulsioni | Presenze     | Reti         | Ammonizioni  | Espulsioni   | Presenze   | Reti       | Ammonizioni | Espulsioni | Presenze | Reti   | Ammonizioni | Espulsioni |
| ------------- | -------- | ------- | ----------- | ---------- | ------------ | ------------ | ------------ | ------------ | ---------- | ---------- | ----------- | ---------- | -------- | ------ | ----------- | ---------- |
| R. Bettega    | 25       | 5       | 0           | 0          | 8            | 2            | 0            | 0            | 4          | 3          | 0           | 0          | 37       | 10     | 0           | 0          |
| L. Brady      | 28       | 8       | 0           | 0          | 7            | 0            | 0            | 0            | 4          | 1          | 0           | 0          | 39       | 9      | 0           | 0          |
| S. Brio       | 4        | 0       | 0           | 0          | 4            | 0            | 0            | 0            | 0          | 0          | 0           | 0          | 8        | 0      | 0           | 0          |
| A. Cabrini    | 28       | 7       | 0           | 0          | 8            | 3            | 0            | 0            | 2          | 1          | 0           | 0          | 38       | 11     | 0           | 0          |
| F. Causio     | 25       | 2       | 0           | 0          | 6            | 1            | 0            | 0            | 3          | 0          | 0           | 0          | 34       | 3      | 0           | 0          |
| A. Cuccureddu | 29       | 1       | 0           | 0          | 2            | 0            | 0            | 0            | 4          | 0          | 0           | 0          | 35       | 1      | 0           | 0          |
| P. Fanna      | 29       | 5       | 0           | 0          | 7            | 3            | 0            | 0            | 4          | 1          | 0           | 0          | 40       | 9      | 0           | 0          |
| G. Furino     | 24       | 0       | 0           | 1          | 5            | 0            | 0            | 0            | 4          | 1          | 1           | 0          | 33       | 1      | 1           | 1          |
| G. Galderisi  | 1        | 0       | 0           | 0          | 1            | 0            | 0            | 0            | 0          | 0          | 0           | 0          | 2        | 0      | 0           | 0          |
| C. Gentile    | 27       | 0       | 0           | 0          | 6            | 0            | 0            | 0            | 4          | 0          | 0           | 0          | 37       | 0      | 0           | 0          |
| D. Marocchino | 24       | 5       | 0           | 0          | 6            | 0            | 0            | 0            | 0          | 0          | 0           | 0          | 30       | 5      | 0           | 0          |
| C. Osti       | 6        | 0       | 0           | 0          | 5            | 0            | 0            | 0            | 1          | 0          | 0           | 0          | 12       | 0      | 0           | 0          |
| C. Prandelli  | 20       | 0       | 0           | 0          | 5            | 1            | 0            | 0            | 4          | 0          | 0           | 0          | 29       | 1      | 0           | 0          |
| G. Scirea     | 29       | 4       | 0           | 0          | 8            | 0            | 0            | 0            | 4          | 1          | 0           | 0          | 41       | 5      | 0           | 0          |
| M. Storgato   | 1        | 0       | 0           | 0          | 2            | 0            | 0            | 0            | 1          | 0          | 0           | 0          | 4        | 0      | 0           | 0          |
| M. Tardelli   | 28       | 7       | 0           | 0          | 6            | 0            | 0            | 0            | 3          | 1          | 0           | 0          | 37       | 8      | 0           | 0          |
| V. Verza      | 14       | 0       | 0           | 1          | 6            | 2            | 0            | 0            | 4          | 1          | 0           | 0          | 24       | 3      | 0           | 1          |
| D. Zoff       | 30       | -15     | 0           | 0          | 8            | -8           | 0            | 0            | 4          | -8         | 0           | 0          | 42       | -31    | 0           | 0          |